# Белоблоцкий, Николай Петрович
Никола́й Петро́вич Белобло́цкий (укр. Микола Петрович Білоблоцький; род. 24 декабря 1943, село Демьяновка) — украинский дипломат и государственный деятель, депутат Верховной Рады Украины I созыва (1990—1994), глава Администрации Президента Украины (1998—1999), Чрезвычайный и Полномочный Посол Украины в России (1999—2005). Заслуженный экономист Украины (1993).

## Биография
Родился 24 декабря 1943 года в селе Демьяновка в семье крестьян.
С 1961 года — рабочий Херсонского порта.
В 1962 году окончил Херсонский гидрометеорологический техникум.
В 1962—1964 годах — техник-гидролог Северокавказского управления города Калач-на-Дону Волгоградской области.
В 1964 году — инженер СМУ № 14 «Укрводстрой» города Снигирёвка Николаевской области.
С 1964 года — инструктор Николаевского ОК ЛКСМУ; 1-й секретарь Октябрьского РК ЛСКМУ города Николаева; 2-й, затем 1-й секретарь Николаевского ОК ЛКСМУ.
В 1970 году окончил Херсонский сельскохозяйственный институт по специальности учёный агроном.
С 1975 года — секретарь, затем 2-й секретарь ЦК ЛКСМУ.
В 1977 году окончил Высшую партийную школу при ЦК КПСС.
С 1979 года — инспектор ЦК КПУ.
В 1983 году окончил аспирантуру при Академии общественных наук при ЦК КПСС; защитил кандидатскую диссертацию на тему: «Совершенствование методов анализа хозяйственного руководителя».
С ноября 1986 года по 1990 год — 2-й секретарь Черкасского ОК КПУ.
Член КПСС в 1966—1991 годах; член Ревизионной комиссии ЦК КПУ, член ОК КПУ; член ЦК ВЛКСМ; депутат областного Совета.
В 1990 году был выдвинут кандидатом в Народные депутаты Украины трудовыми коллективами Жашковского и Монастирищенского районов Черкасской области.
18 марта 1990 года был избран депутатом Верховной Рады Украины I созыва от Жашковского избирательного округа № 421. Входил в группу «За социальную справедливость». Председатель Комиссии Верховной Рады Украины по вопросам социальной политики и труда.
С сентября 1994 по август 1996 года — генеральный директор акционерной строительной компании «Золотые ворота» города Киева.
С ноября 1996 по июль 1998 года — сопредседатель Национального совета социального партнёрства.
С 8 августа 1996 по 25 июля 1997 года — Министр труда Украины в правительстве Лазаренко.
С 25 июля 1997 по 25 ноября 1998 года — Вице-премьер-министр Украины по вопросам социальной политики; одновременно с 25 июля 1997 по 25 июня 1998 года — Министр труда и социальной политики Украины в правительстве Пустовойтенко.
С марта по декабрь 1999 года — член Совета национальной безопасности и обороны Украины.
С февраля 1997 по июль 1998 года — член Совета работы с кадрами при Президенте Украины.
В январе—декабре 1999 года — заместитель председателя Государственной комиссии по проведению на Украине административной реформы.
С декабря 1998 по декабрь 1999 года — председатель Комиссии по государственным наградам Украины.
С сентября 1997 года — председатель наблюдательного совета Национального фонда социальной защиты матерей и детей «Украина — детям».
С сентября 1998 года — заместитель председателя Координационного совета по вопросам внутренней политики.
С марта 1999 года — заместитель председателя Координационного совета по вопросам местного самоуправления.
С 25 ноября 1998 по 22 ноября 1999 года — глава Администрации Президента Украины.
С 1 декабря 1999 по 6 декабря 2005 года — Чрезвычайный и Полномочный Посол Украины в России.
В 2007 году возглавлял Черкасский областной избирательный штаб Партии регионов на внеочередных парламентских выборах.

## Награды
- Орден князя Ярослава Мудрого V степени (30 ноября 2013 года) — за значительный личный вклад в социально-экономическое, научно-техническое, культурно-образовательное развитие Украинского государства, весомые трудовые достижения, многолетний добросовестный труд[2].
- Орден «За заслуги» I степени (23 декабря 2003 года) — за значительный личный вклад в развитие двусторонних украинско-российских отношений, многолетнюю плодотворную деятельность и в связи с 60-летием со дня рождения[3].
- Орден «За заслуги» II степени (23 ноября 1999 года) — за многолетнюю добросовестную работу в государственных органах, активную общественно-политическую деятельность[4].
- Орден «За заслуги» III степени (23 августа 1998 года) — за значительный личный вклад в становление и развитие украинской государственности[5].
- Орден Дружбы (24 декабря 2003 года, Россия) — за большой вклад в укрепление дружбы и сотрудничества между Российской Федерацией и Украиной[6].
- Орден Трудового Красного Знамени.
- Орден «Знак Почёта».
- Заслуженный экономист Украины (25 декабря 1993 года) — за весомый вклад в выработку социальной политики и её экономических механизмов, создание системы правовых актов, направленных на законодательное регулирование трудовых отношений и социальной защиты населения[7].
- Благодарность Президента Российской Федерации (23 февраля 2006 года) — за большой вклад в развитие и укрепление российско-украинских дружественных отношений[8].
- Почётная грамота Правительства Москвы (22 декабря 2003 года) — за большой вклад в развитие сотрудничества между Украиной и Москвой и в связи с 60-летием[9].
- Почётная грамота Кабинета Министров Украины (23 декабря 2003 года) — за значительный личный вклад в развитие взаимоотношений Украины с Российской Федерацией и в связи с 60-летием со дня рождения[10].
- Почётная грамота Кабинета Министров Украины (9 августа 2001 года) — за многолетний добросовестный труд, высокий профессионализм и по случаю 10-летия независимости Украины[11].
- Знак «За достижения в культуре» (24 декабря 2003 года, Министерство культуры Российской Федерации) — за активное участие в развитии и укреплении российско-украинского культурного сотрудничества[12]
- Благодарность Министра культуры Российской Федерации (24 декабря 2003 года, Министерство культуры Российской Федерации) — за активное участие в развитии и укреплении российско-украинского культурного сотрудничества[12]